# Photoscotosia nubilata
Photoscotosia nubilata är en fjärilsart som beskrevs av Moore 1888. Photoscotosia nubilata ingår i släktet Photoscotosia och familjen mätare. Inga underarter finns listade i Catalogue of Life.